# INgogo
INgogo (met een kleine letter i) is een plaats in KwaZoeloe-Natal (Zuid-Afrika) waar, bij de gelijknamige rivier de Ingogorivier, de Boeren in 1881 de Britten tijdens de Eerste Boerenoorlog versloegen bij de Slag van Ingogo.